# Phil Palmer
Philip "Phil" John Palmer (London, 9. rujna 1952.) engleski je glazbenik i gitarist. 
Kao studijski glazbenik surađivao je s mnogim poznatim glazbenicima i sastavima kao što su: Dire Straits, Eric Clapton, Lucio Battisti, Pet Shop Boys, Joan Armatrading, Roger Daltrey, Thomas Anders, Bob Dylan, Tina Turner, Pete Townshend, Paola e Chiara, Chris de Burgh, Bryan Adams, Johnny Hallyday, David Knopfler, George Michael, Renato Zero, Claudio Baglioni, Melanie C, Robbie Williams i David Sylvian.
Palmer je 1993. osnovao sastav "Spin 1ne 2wo" koji su činili Paul Carrack (vokal i klavijature), Steve Ferrone (bubnjevi), Rupert Hine (producent, klavijature) i Tony Levin (bas). Izdali su album Spin 1ne 2wo koji je sadržavao mnoge rock uspješnice poznatih glazbenika kao što su Jimi Hendrix, The Who, Led Zeppelin, Blind Faith, Steely Dan i Bob Dylan.